# Карлскруна (комуна)
Комуна Карлскруна (швед. Karlskrona kommun) — адміністративно-територіальна одиниця місцевого самоврядування, що розташована в лені Блекінге, у південній Швеції. 
Територія комуни має загальну площу 3 348,22 км². 
Адміністративним центром комуни Карлскруна є однойменне місто.

## Населення

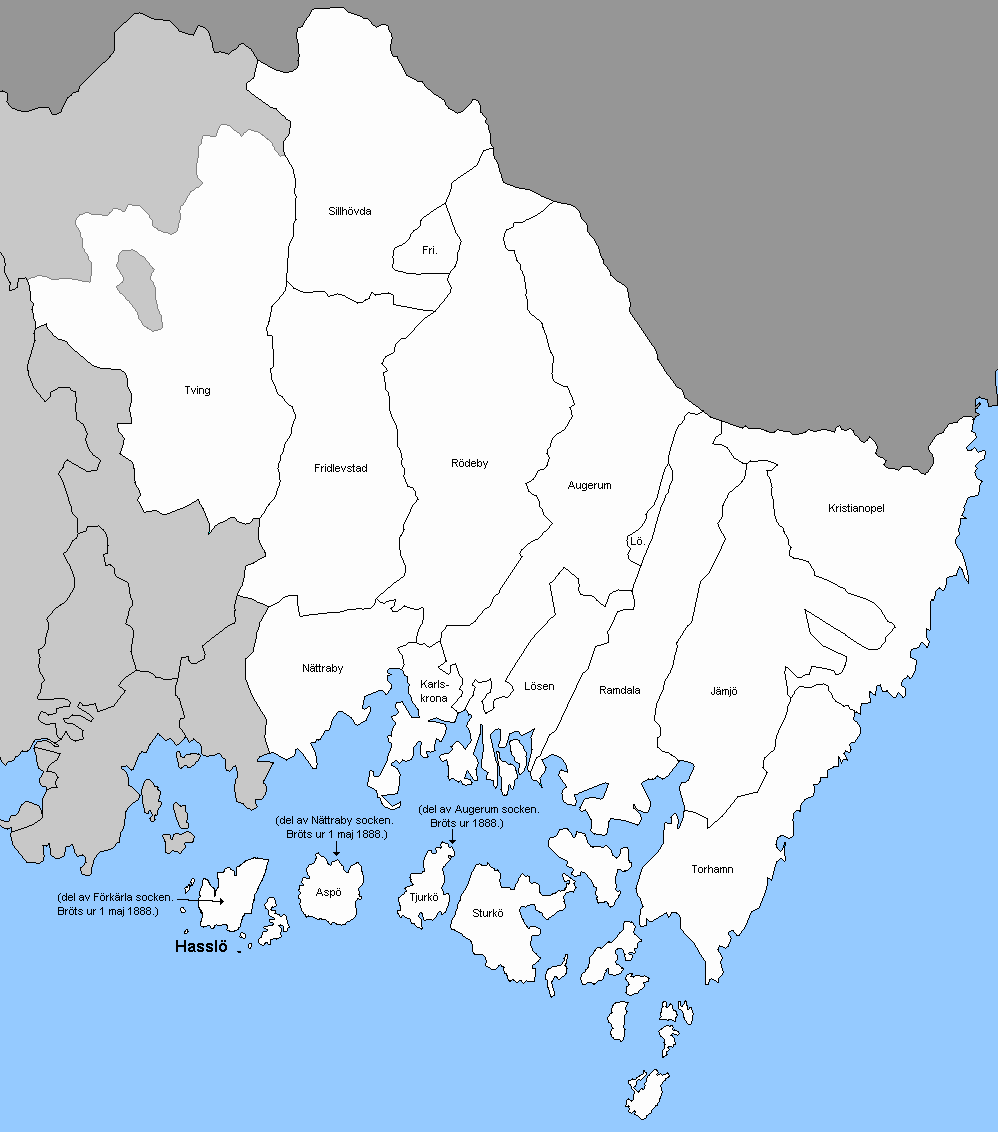
Колишні громади в комуні Карлскруна

Населення становить 63 528 чоловік (станом на червень 2012 року). 
| Кількість населення комуни Карлскруна за 1970-2010 роки | Кількість населення комуни Карлскруна за 1970-2010 роки | Кількість населення комуни Карлскруна за 1970-2010 роки | Кількість населення комуни Карлскруна за 1970-2010 роки | Кількість населення комуни Карлскруна за 1970-2010 роки |
| ------------------------------------------------------- | ------------------------------------------------------- | ------------------------------------------------------- | ------------------------------------------------------- | ------------------------------------------------------- |
| Рік                                                     |                                                         |                                                         | Населення                                               |                                                         |
| 1970                                                    | 1970                                                    |                                                         | 59 209                                                  | 59 209                                                  |
| 1975                                                    | 1975                                                    |                                                         | 60 013                                                  | 60 013                                                  |
| 1980                                                    | 1980                                                    |                                                         | 60 141                                                  | 60 141                                                  |
| 1985                                                    | 1985                                                    |                                                         | 59 393                                                  | 59 393                                                  |
| 1990                                                    | 1990                                                    |                                                         | 59 054                                                  | 59 054                                                  |
| 1995                                                    | 1995                                                    |                                                         | 60 592                                                  | 60 592                                                  |
| 2000                                                    | 2000                                                    |                                                         | 60 564                                                  | 60 564                                                  |
| 2005                                                    | 2005                                                    |                                                         | 61 383                                                  | 61 383                                                  |
| 2010                                                    | 2010                                                    |                                                         | 64 032                                                  | 64 032                                                  |
| Джерело: SCB                                            |                                                         |                                                         |                                                         |                                                         |

## Населені пункти
До складу комуни входять населені пункти:
- Карлскруна (Karlskrona)
- Редебю (Rödeby)
- Неттрабю (Nättraby)
- Єм'є (Jämjö)
- Гасслє (Hasslö)
- Стурче (Sturkö)
- Фрідлевстад (Fridlevstad)
- Твінг (Tving)
- Тургамн (Torhamn)
- Спютсбигд (Spjutsbygd)
- Фогельмара (Fågelmara)
- Скавкулла ок Шіллінгенес (Skavkulla och Skillingenäs)
- Гольмше (Holmsjö)
- Дроттнінгшер (Drottningskär)
- Єнглеторп (Gängletorp)
- Четтільсмола (Kättilsmåla)
- Неврайол (Nävragöl)
- Бремсебру (Brömsebro)